# IBM Informix C-Isam
IBM Informix C-Isam (или само C-ISAM) е съчетание приложно-програмен интерфейс от програмния език C и функции, с които се управляват файлове от данни подредени в B+three индекс схема. C-ISAM предоставя основния механизъм за съхранение на данни на Informix Standard Engine RDBMS.